# يوكا موميكي
يوكا موميكي (籾木 結花) (9 أبريل 1996 في نيويورك في الولايات المتحدة – )؛ هي لاعبة كرة قدم كانت تلعب كمهاجم. ولعبت مع منتخب اليابان لكرة القدم للسيدات.

## وصلات خارجية
- يوكا موميكي على موقع الاتحاد الدولي (مؤرشف)  (الإنجليزية)
- يوكا موميكي على موقع اتحاد السويد (السويدية)
- يوكا موميكي على موقع قاعدة بيانات كرة القدم.إي يو (الإنجليزية)
- يوكا موميكي على موقع Soccerway.com (الإنجليزية)
- يوكا موميكي على موقع عالم كرة القدم.نت (الإنجليزية)
- يوكا موميكي على موقع أوليمبيديا (الإنجليزية)